# Roxbury (New Jersey)
Roxbury è un comune (township) degli Stati Uniti d'America, situato nello stato del New Jersey, nella contea di Morris.